# تپه میراحمد
تپه میر احمد، روستایی در بخش مرکزی شهرستان سرخس، استان خراسان رضوی است و درفاصله ۲ کیلومتری شمال شهرسرخس و در حاشیه مرز ترکمنستان واقع شده‌است. ارتفاع آن از سطح دریا ۲۷۵ متر و آب و هوای آن معتدل و خشک و در دشت واقع شده‌است. بر اساس سرشماری سال ۱۳۸۵ جمعیت آن ۵۷۴ خانوار و ۲۶۳۹ نفر
است.

## مردم‌شناسی
ساکنین این روستا شامل دو گروه بلوچ طایفه براهویی به ریش سفیدی صاحب خان براهویی از تیره پریکاری می‌باشد و فارس می‌باشد که بلوچ‌ها از بلوچستان ایران و فارس‌ها غالباً از سیستان به این منطقه مهاجرت کرده‌اند. چیدمان ساکنین این روستا چنین است که فارس‌ها در شمال روستا و بلوچ‌ها در جنوب روستا اسکان یافته‌اند و هر گروه با توجه به حفظ تعصبات قومی، مذهبی خویش با یکدیگر مراوده نیز دارند. دیگر بلوچ‌ها از جمله طایفه بریچی، کوهکن، گرگیچ، نارویی براهویی نورزائی در این روستا زندگی می‌کنند

## اقتصاد
شغل مردم تپه میر احمد دامداری و کشاورزی آبی می‌باشد.